# Tomáš Habarta
Tomáš Habarta (* 10. Juli 2003 in Uherské Hradiště) ist ein tschechischer Mittel- und Langstreckenläufer, der sich auf den Hindernislauf spezialisiert hat.

## Sportliche Laufbahn
Erste internationale Erfahrungen sammelte Tomáš Habarta im Jahr 2021, als er bei den U20-Europameisterschaften in Tallinn in 9:08,58 min den zehnten Platz über 3000 m Hindernis belegte. Anschließend gelangte er auch bei den U20-Weltmeisterschaften in Nairobi mit 9:09,86 min auf den zehnten Platz. Im Jahr darauf wurde er bei den U20-Weltmeisterschaften in Cali in 8:51,86 min Neunter und 2023 belegte er bei den U23-Europameisterschaften in Espoo in 8:42,80 min den fünften Platz. Im Jahr darauf gelangte er bei den Europameisterschaften in Rom mit 8:21,83 min auf Rang zehn und stellte damit einen neuen Landesrekord auf. Anschließend kam er bei den Olympischen Sommerspielen in Paris im Vorlauf nicht ins Ziel. 2025 wurde er bei der 1. Liga der Team-Europameisterschaft in Madrid in 8:38,83 min Neunter, ehe er bei den U23-Europameisterschaften in Bergen in 8:30,45 min den achten Platz belegte. Kurz darauf gelangte er bei den World University Games in Bochum mit 8:55,40 min auf den elften Platz.
In den Jahren 2023 und 2024 wurde Habarta tschechischer Meister im 3000-Meter-Hindernislauf.

## Persönliche Bestzeiten
- 1500 Meter: 3:39,16 min, 28. Mai 2024 in Ostrava
  - 1500 Meter (Halle): 3:46,86 s, 19. Februar 2023 in Ostrava
- 2000 m Hindernis: 5:29,88 min, 18. Mai 2025 in Pliezhausen
- 3000 m Hindernis: 8:21,83 min, 10. Juni 2024 in Rom (tschechischer Rekord)